# Opuntia quimilo
Espèce
Classification APG II (2003)
Opuntia quimilo est une plante de la famille des Cactaceae. On le trouve dans le nord de l'Argentine et il est répandu en Bolivie.